# Walter H. Hunt

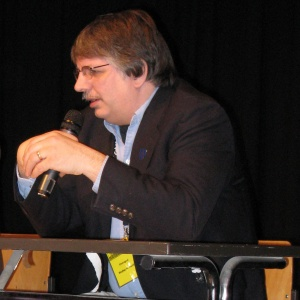
Walter H. Hunt auf dem DORT.con 2009 (22. März 2009)

Walter H. Hunt (* 1959) ist ein US-amerikanischer Science-Fiction-Autor.

## Leben
Hunt wuchs in Andover, Massachusetts auf. Er besuchte das Bowdoin College in Brunswick, Maine und war 1979/1980 als Austauschstudent in München. Hier begegnete er seiner Frau Lisa die zu dieser Zeit in der Schweiz studierte. Sie heirateten 1982.
Walter H. Hunt ist Freimaurer, Baseball-Fan und mag Brett- und Rollenspiele. 2009 war Hunt Ehrengast auf der Science-Fiction-Convention DORT.con in Dortmund.

## Publikationen

### Dark-Wing-Zyklus
- 2001 – The Dark Wing (deutsch: Die Dunkle Schwinge), ISBN 3-453-52184-6
- 2003 – The Dark Path (deutsch: Der Dunkle Pfad), ISBN 3-453-52226-5
- 2004 – The Dark Ascent (deutsch: Der Dunkle Stern), ISBN 3-453-52284-2
- 2005 – The Dark Crusade (deutsch: Der Dunkle Kreuzzug), ISBN 3-453-52357-1

### Andere Romane
- 2008 – A Song In Stone, ISBN 0-7869-5067-6.